# Hadschi Halef Omar
Hadschi Halef Omar Ben Hadschi Abul Abbas Ibn Hadschi Dawuhd al Gossarah ist eine literarische Figur, die in verschiedenen Abenteuerromanen von Karl May auftritt. Sie ist nach Winnetou und Old Shatterhand eine der bekanntesten Figuren aus Karl Mays Werken und tritt überwiegend in den im Osmanischen Reich spielenden Orient-Romanen auf. Insbesondere spielt Hadschi Halef Omar eine Rolle in den ersten sechs Bänden von Mays Gesammelten Reiseerzählungen, dem so genannten „Orientzyklus“.

## Person
Halef, wie er üblicherweise genannt wird, ist der ständige Begleiter des Ich-Erzählers Kara Ben Nemsi (auch Old Shatterhand) auf dessen gefahrvollen Reisen quer durch das Osmanische Reich. Zunächst nur tapferer Diener Kara Ben Nemsis, wird Halef im Verlauf der verschiedenen Romane immer mehr zum treuen Weggefährten und Freund. Parallel dazu verläuft auch sein sozialer Aufstieg von einem einfachen Beduinen zunächst zu einem angesehenen Mitglied des Stammes bis zum Scheik der Haddedihn vom großen Stamme der Schammar.
Nachdem Halef anfangs versucht, Kara Ben Nemsi vom Christentum abzubringen, gelingt es diesem durch seine Taten, Halef nach und nach von der Berechtigung seiner christlichen Denk- und Handelsweise zu überzeugen. Am Ende der Reise ist Halef „nur noch äußerlich ein Moslem“ und bekennt sich später gelegentlich zum Christentum, ohne dadurch aber seinen Status im Stamm der Haddedhin zu verlieren.
Anders als in den Amerikaromanen, in denen der Ich-Erzähler Old Shatterhand und sein Blutsbruder Winnetou beide „Superhelden“ sind, ist Halef eine Figur mit etlichen Schwächen, die den Helden Kara Ben Nemsi in umso hellerem Licht erstrahlen lassen. Klein und schmächtig von Gestalt, dafür von umso größerer Tapferkeit, oft voreilig handelnd und doch voller Einfallsreichtum und List, ist Halef ein liebenswürdiger Kerl, dessen größte Schwäche sein Hang zum Aufschneiden und zur Prahlerei ist. Auch Altruismus und Antimaterialismus sind bei Halef Omar weniger ausgeprägt als bei seinem Herrn Kara Ben Nemsi. Teilweise vollbringt er seine guten Taten vor allem wegen der Aussicht auf ein Bakschisch.
Eine Ausnahme von diesem Status als zwar tapferer, aber körperlich und in Sachen Geschicklichkeit fehlbarer Krieger erfährt Halef im Band „Am Jenseits“. Wie in anderen Bänden führt Kara Ben Nemsi auch dort Halef mehrmals dessen Fehlleistungen vor Augen. Jedoch hat Kara Ben Nemsi im Vertrauen auf Halefs inzwischen perfektionierte Fähigkeiten auch im Kampf keinerlei Einwände, als Halef sich zum Zweikampf gegen einen Beduinen meldet. In früheren Bänden hat Kara Ben Nemsi Zweifel an den kriegerischen Fähigkeiten Halefs, auch wenn dieser bereits im ersten Band Durch die Wüste den gefürchteten Räuber Abu Seif im Zweikampf besiegen konnte. In Mays Spätwerk (Im Reiche des silbernen Löwen III, IV und Ardistan und Dschinnistan) wird Halef zunehmend zu einer Symbolfigur für die triebhafte Persönlichkeitskomponente „Anima“, die noch der Veredlung bedarf.
Weiterhin ist Halefs Liebe zu seiner Frau Hanneh kennzeichnend für ihn. Er beschreibt und lobt sie immer in einer sehr blumigen Weise. Sie bringt auch den gemeinsamen Sohn Kara Ben Halef zur Welt, der in späteren Romanen eine bedeutende Rolle spielt.
Die Bezeichnung Hadschi bezeichnet einen Muslim, der die Pilgerfahrt (Hadsch) nach Mekka nach der im Koran vorgeschriebenen Weise unternommen hat. Die lange Namenskette weist außerdem darauf hin, dass sowohl Halef Omar selbst als auch sein Vater Abul Abbas sowie sein Großvater Dawuhd al Gossarah in Mekka waren. Als Kara Ben Nemsi im Band Durch die Wüste Halef kennenlernt, muss Halef jedoch zugeben, dass weder er noch seine Vorfahren je in Mekka waren und er sich insofern auch nur Halef Omar nennen dürfte. Im Laufe der Reise besucht er aber zusammen mit Kara Ben Nemsi Mekka, so dass er sich ab diesem Zeitpunkt zu Recht Hadschi nennen darf. Bei der Gelegenheit lernt Halef auch seine Frau Hanneh kennen, die er erst nur zum Schein heiratet, damit diese auch Mekka besuchen kann, was nur verheirateten Frauen gestattet ist. Die beiden verlieben sich aber dann ineinander, und da Halef sich durch den Sieg über Abu Seif Verdienste für den Stamm erworben hat, dem Hanneh angehört, braucht er sie nicht mehr wieder herzugeben.

## Erzählungen und Romane
In der folgenden Tabelle sind neben den Originaltiteln die aktuellen Nummern des Bandes und der Erzählung aus Karl May’s Gesammelten Werken (Titel können hier abweichen), der Titel des entsprechenden Reprints der Karl-May-Gesellschaft sowie Abteilung und Bandnummer der historisch-kritischen Ausgabe Karl Mays Werke (sofern bereits erschienen) angegeben.
| Titel                             | Jahr | Anmerkungen                                                              | Karl May’s Gesammelte Werke | Reprints der Karl-May-Gesellschaft                                                                         | Historisch-kritische Ausgabe |
| --------------------------------- | ---- | ------------------------------------------------------------------------ | --------------------------- | --- | ---------------------------- |
| Durch Wüste und Harem             | 1892 | seit 1895 unter dem Titel Durch die Wüste                                | 1                           | Giölgeda padiśhanün – Reise-Abenteuer in Kurdistan                                                         | IV.1                         |
| Durchs wilde Kurdistan            | 1892 |                                                                          | 2                           | Giölgeda padiśhanün – Reise-Abenteuer in Kurdistan                                                         | IV.2                         |
| Von Bagdad nach Stambul           | 1892 |                                                                          | 3                           | Die Todeskaravane – In Damaskus und Baalbeck – Stambul – Der letzte Ritt                                   | IV.3                         |
| In den Schluchten des Balkan      | 1892 |                                                                          | 4                           | Die Todeskaravane – In Damaskus und Baalbeck – Stambul – Der letzte Ritt und Durch das Land der Skipetaren | IV.4                         |
| Durch das Land der Skipetaren     | 1892 |                                                                          | 5                           | Durch das Land der Skipetaren                                                                              | IV.5                         |
| Der Schut                         | 1892 |                                                                          | 6                           | Durch das Land der Skipetaren                                                                              |                              |
| Orangen und Datteln               | 1893 |                                                                          |                             | |                              |
| • Eine Ghasuah                    | 1893 |                                                                          | 10,05                       | Christus oder Muhammed                                                                                     | IV.24                        |
| • Nûr es Semâ – Himmelslicht      | 1893 |                                                                          | 48,11                       | Christus oder Muhammed                                                                                     | IV.24                        |
| • Christi Blut und Gerechtigkeit  | 1893 |                                                                          | 48,08                       | Christus oder Muhammed                                                                                     | IV.24                        |
| • Mater dolorosa                  | 1893 |                                                                          | 48,07                       | Christus oder Muhammed                                                                                     | IV.24                        |
| Im Lande des Mahdi III            | 1896 |                                                                          | 18                          | |                              |
| Auf fremden Pfaden                | 1897 |                                                                          |                             | |                              |
| • Blutrache                       | 1897 |                                                                          | 23,03                       | Christus oder Muhammed                                                                                     | IV.26                        |
| • Der Kys-Kaptschiji              | 1897 |                                                                          | 23,05                       | Christus oder Muhammed                                                                                     | IV.26                        |
| • Maria oder Fatima               | 1897 |                                                                          | 23,06                       | Christus oder Muhammed                                                                                     | IV.26                        |
| Im Reiche des silbernen Löwen I   | 1898 |                                                                          | 26                          | Im Reiche des silbernen Löwen                                                                              | IV.22                        |
| Die „Umm ed Dschamahl“            | 1898 | später stark umgearbeitet in Im Reiche des silbernen Löwen II integriert | 48,13                       | Christus oder Muhammed                                                                                     |                              |
| Im Reiche des silbernen Löwen II  | 1898 |                                                                          | 27                          | Im Reiche des silbernen Löwen                                                                              |                              |
| Am Jenseits                       | 1899 |                                                                          | 25                          | |                              |
| Im Reiche des silbernen Löwen III | 1902 |                                                                          | 28                          | Am Tode |                              |
| Im Reiche des silbernen Löwen IV  | 1903 |                                                                          | 29                          | |                              |
| Bei den Aussätzigen               | 1907 |                                                                          | 81,04                       | Christus oder Muhammed                                                                                     |                              |
| Abdahn Effendi                    | 1908 |                                                                          | 81,01                       | Der Krumir                                                                                                 |                              |
| Merhameh                          | 1909 | Titelillustration lautet fälschlicherweise Marhameh                      | 81,02                       | Christus oder Muhammed                                                                                     |                              |
| Ardistan und Dschinnistan I       | 1909 |                                                                          | 31, Kapitel 1–14            | Der Mir von Dschinnistan                                                                                   | V.5                          |
| Ardistan und Dschinnistan II      | 1909 |                                                                          | 31, Kapitel 15–16 und 32    | Der Mir von Dschinnistan                                                                                   | V.6                          |

Im Rahmen der Gesammelten Werke tritt Hadschi Halef Omar in zwei weiteren Bänden auf:
- In Mekka (1923), Fortsetzung zu Am Jenseits von Franz Kandolf
- Allah il Allah! (1931), eine Bearbeitung des Kolportageromans Deutsche Herzen – Deutsche Helden (1885–87).

In der Jugenderzählung Die Sklavenkarawane (1893) kommt er, im Gegensatz zum gleichnamigen Film, nicht vor.

## Karl-May-Filme und -Serien
Die Figur des Hadschi Halef Omar taucht in vielen  Kino- oder Fernsehproduktionen auf, die zum Teil nur lose auf Erzählungen von Karl May basieren.
- Auf den Trümmern des Paradieses (1920, Stummfilm): Meinhart Maur als Halef (= H) und Carl de Vogt als Kara Ben Nemsi (= KBN)
- Die Todeskarawane (1920, Stummfilm): Meinhart Maur (H) und Carl de Vogt (KBN)
- Die Teufelsanbeter (1921, Stummfilm): Meinhart Maur (H) und Carl de Vogt (KBN)
- Durch die Wüste (1936, erster Karl-May-Tonfilm): Heinz Evelt (H) und Fred Raupach (KBN)
- Die Sklavenkarawane (1958): Georg Thomalla (H) und Viktor Staal (KBN)
- Der Löwe von Babylon (1959): Georg Thomalla (H) und Helmuth Schneider (KBN)
- Mit Karl May im Orient (1963, 7-teilige Fernsehserie): Osman Ragheb (H) und Harry Walther (KBN)
- Der Schut (1964): Ralf Wolter (H) und Lex Barker (KBN)
- Durchs wilde Kurdistan (1965): Ralf Wolter (H) und Lex Barker (KBN)
- Im Reiche des silbernen Löwen (1965): Ralf Wolter (H) und Lex Barker (KBN)
- Kara Ben Nemsi Effendi (1973/75, 26-teilige Fernsehserie): Heinz Schubert (H) und Karl-Michael Vogler (KBN)

Auch in Hörspielen kommt Halef zu Wort, u. a. in der Produktion Der Schut aus dem Jahr 1964, in der er von dem Schauspieler Joseph Offenbach gesprochen wurde.

## Bühnenadaptionen
Das Freilichtspiel Hadschi Halef Omar nach Vorlagen von Karl May wurde von Roland Schmid und Wulf Leisner als Theaterstück für Freilichtbühnen geschrieben:
Ein Freilichtspiel nach Karl Mays Reiseerzählungen „Durch die Wüste“ und „Allah il Allah“ von Wulf Leisner und Roland Schmid für 3 Damen, 18 Herren. Stat.
Das Freilichtspiel basiert auf den May-Texten:
- Durch die Wüste,
- Allah il Allah! (eine Bearbeitung eines Teils von Deutsche Herzen – Deutsche Helden) und
- Merhameh.

Uraufgeführt wurde das Freilichtspiel 1955 im Rahmen der Karl-May-Festspiele im Kalkbergstadion in Bad Segeberg und war damit die erste Orient-Inszenierung nach Karl May überhaupt. Weitere Aufführungen:
- Hadschi Halef Omar (Bad Segeberg 1959)[3]
- Hadschi Halef Omar (Elspe 1964)[4]

2012 hat die Freilichtbühne Jonsdorf diese Stoffauswahl als Die große Orientreise dramatisiert.

## Trivia
- Hadschi ist die Hauptfigur von Günter Botts Kinderbuchserie "Die Lustigen Abenteuer des Jungen Hadschi".

„[...] aber glaubt ja nicht, ich heße Hadschi, weil ich dauernd erkältet wäre, nein, mein Freund EICHHÖRNCHEN hat mir diesen Namen verpaßt, weil ich ein begeisteter Leser von Karl May bin und besonders für dessen Begleiter Hadschi Halef Omar schwärme.“

- In der Kinderbuchverfilmung Die Wilden Kerle 3: Die Attacke der Biestigen Biester kommt eine Nebenfigur vor. Diese trägt den Namen Hadschi Ben Hadschi und baut den Wilden Kerlen verrückte Geräte.

## Musik
- Die Gruppe Dschinghis Khan hatte 1979 einen Musiktitel namens Hadschi Halef Omar, der in der Schweizer Hitparade bis auf Platz 3 vorrückte und in der deutschen bis auf Platz 7 kam.
- Die Gruppe Die Doofen hatte in dem 1995 veröffentlichten Album Lieder, die die Welt nicht braucht ein Lied namens Hatschi Halef Omar.